# Jacques Armand
Pour les articles homonymes, voir Armand.
Jacques Armand, pseudonyme de Jean-Jacques Martin, né le 24 octobre 1957 à Évreux et mort le 17 avril 1991 dans le 16e arrondissement de Paris, est un dessinateur de bande dessinée français. Dessinateur réaliste, Armand a collaboré à Métal hurlant et à plusieurs mensuels jeunesse français des années 1980.

## Biographie
Armand débute professionnellement, peu après sa sortie de l'École nationale supérieure des arts appliqués, avec une adaptation des Aventures de Gérard Lambert du chanteur Renaud publiée en 1981 puis entre en 1982 à Métal hurlant, qui publie l'année suivante Black Out, adaptée d'un scénario de Serge Gainsbourg. Armand continue à collaborer à Métal hurlant jusqu'en 1985, et publie trois albums chez Futuropolis entre 1982 et 1986.
En 1985, Armand entre chez Bayard Presse et réalisé dans les années suivantes plusieurs histoires pour Okapi (Tigre de mer) et Je bouquine (Le Passe-muraille, Knock) ; il travaille également pour Pif (La Guerre des cerveaux) et Science et vie junior (Les Aventures d'Amélie Disquette). Alors qu'il revenait à la bande dessinée adulte en adaptant avec Jean Annestay le roman Le Roi vert de Paul-Loup Sulitzer, Armand est victime d'un accident de la route et meurt à 33 ans.

## Œuvres
- Les Aventures de Gérard Lambert, avec Renaud, auto-édition, 2 vol., 1981-83[3].
- Le Rayon oublié, avec Georges Noël, Futuropolis, coll. « Maraccas », 1982 (BNF 34738377).
- Black Out, avec Serge Gainsbourg, Les Humanoïdes associés, coll. « Sang pour sang », 1983  (ISBN 2-7316-0252-X).
- Le Caporal rouge, avec Bergouze, Futuropolis, coll. « X », 1985 (BNF 34971839).
- Ric Brio, avec Bergouze, Futuropolis, coll. « X », 1986  (ISBN 2-7376-5479-3).
- Inspecteur Laflèche : La Guerre des cerveaux, Messidor, coll. « Pif/La Farandole », 1987  (ISBN 2-209-05963-1).
- Le Roi Vert t. 1 : La Traque, avec Jean Annestay (d'après Paul-Loup Sulitzer), Dupuis, 1991  (ISBN 2-8001-1841-5).
- Ron Clarke t. 1 : Le Tigre de mer, avec Jean-Michel Charlier, Alpen Publishers, 1991  (ISBN 2-7316-0906-0).
- La Crypte rouge, avec Jack Chaboud, Une idée bizarre, coll. « Hors cadre », 2012  (ISBN 978-2-9539197-1-4).